# Районен съд
Районният съд е основен първоинстанционен съд в правосъдната система на Република България. Уреден е в чл. 76 – 81 от Закона за съдебната власт (ДВ, бр. 64/2007 г.).
На районния съд са подсъдни всички граждански и наказателни дела с изключение на тези, подсъдни на окръжния съд като първа инстанция (родова подсъдност).
Пред него се разглеждат само дела от района, определен му от Висшия съдебен съвет. Искът се предявява в онзи съд, в района на който е местожителството или седалището на ответника (местна подсъдност).
Наказателните дела се разглеждат в състав – съдия и двама съдебни заседатели. Останалите – граждански и административно-наказателни дела, се разглеждат еднолично – само от съдия.
Районният съд упражнява контрол за законност на действията на съдия-изпълнителите и административно-наказателната дейност на административните органи. По изключение упражнява контрол за законност над индивидуални административни актове.

## История
Първият уреден първоинстанционен съд в България е мировият съд, действащ от 1880 г. до 1934 г. От 1934 г. до 1952 г. действа околийският съд. Със Закона за устройство на съдилищата (отменен), (Обн. ДВ, бр. 92/7.11.1952 г.), компетентността на бившите околийски съдилища се поема от народните съдилища. Със Закона за изменение на Закона за устройството на съдилищата (отменен), (Обн., ДВ, бр. 23 от 19.03.1976 г.) и Закона за избиране на народни съдии и съдебни заседатели при народните съдилища (отменен), (ДВ, бр. 88/6.11.1973 г.) наименованието на съда се сменя на районен съд.
| „                                                       | Съдебната система се състои от Върховния съд, окръжните, районните и военните съдилища. | “ |
| (Закон за устройство на съдилищата (1976 г.) – отменен) |                                                                                         |   |

## Прокуратура
При районния съд има прокуратура – Районна прокуратура.

## Служба по вписванията[3]
При районния съд действат съдии по вписванията – по нотариалните книги, дела и актовете и обстоятелства, подлежащи на вписване в Имотния регистър.

## Нотариуси
При районния съд действат нотариуси с район – съдебният район на съда (териториалният обхват на съда).